# أيمن زايد
أيمن زايد (مواليد 4 أكتوبر 1983 بالعاصمة الأيرلندية دبلن). لاعب كرة قدم آيرلندي من أصل ليبي. يلعب حاليا ومنذ يناير 2009 في نادي سبورتينغ فنغال "Sporting Fingal F.C." 
لعب مع منتخب شباب إيرلندا في مونديال الشباب 2003 بالإمارات.
استدعي لتمثيل منتخب ليبيا لكرة القدم عام 2006، لكنه لم يشارك مع المنتخب إلا منذ 2010.

## الأندية التي لعب لها
- براي ونديرز.
- ليستر سيتي الإنجليزي.
- دورويهدا يونايتد إف. سي. Drogheda United F.C.
- سبورتينغ فنغال إف. سي Sporting Fingal F.C.
- بيروزي الإيراني.

## روابط خارجية
- أيمن زايد على موقع الاتحاد الدولي (مؤرشف)  (الإنجليزية)
- أيمن زايد على موقع قاعدة بيانات كرة القدم.إي يو (الإنجليزية)
- أيمن زايد على موقع ناشيونال فوتبول تيمز (الإنجليزية)
- أيمن زايد على موقع Soccerway.com (الإنجليزية)
- أيمن زايد على موقع عالم كرة القدم.نت (الإنجليزية)